# Досенко, Валерий Андреевич
Вале́рий Андре́евич Досе́нко (25 апреля 1965, Херсон, Украинская ССР, СССР) — советский гребец, выступал за сборную СССР по академической гребле в середине 1980-х — начале 1990-х годов. Четырёхкратный чемпион мира, многократный победитель республиканских и всесоюзных регат, участник летних Олимпийских игр в Барселоне. На соревнованиях представлял Херсонскую область, заслуженный мастер спорта СССР (1985). Также известен как тренер по гребле.

## Биография
Родился в городе Херсоне Украинской ССР. Активно заниматься академической греблей начал в раннем детстве, учился в херсонской спецшколе № 9, проходил подготовку под руководством заслуженного тренера Украины по гребле Виктора Пилипенко.
Первого серьёзного успеха добился в 1986 году на чемпионате мира в английском Ноттингеме, здесь со своей парной четвёркой он обогнал всех соперников и завоевал золотую медаль. В следующем сезоне на соревнованиях в Копенгагене защитил чемпионский титул — за это выдающееся достижение удостоен почётного звания «Заслуженный мастер спорта СССР».
В качестве запасного гребца ездил на летние Олимпийские игры 1988 года в Сеул, затем на чемпионате мира 1989 года, прошедшем на озере Блед в Югославии, занял в парных двойках седьмое место. В 1990 году на первенстве мира в Тасмании вновь стал чемпионом, одержав победу в программе парных четвёрок. Ещё через год побывал на чемпионате мира в Вене, где в четвёртый раз в своей карьере добился звания чемпиона среди парных четырёхместных экипажей. Позже прошёл отбор в так называемую Объединённую команду, созданную из спортсменов бывших советских республик для участия в Олимпийских играх 1992 года в Барселоне. С командой, куда также вошли гребцы Сергей Кинякин, Николай Чуприна и Гиртс Вилкс, сумел дойти до финала, тем не менее, в решающем заезде финишировал только седьмым.
После окончательного распада Советского Союза Валерий Досенко принял решение завершить карьеру спортсмена и перешёл на тренерскую работу. Имеет высшее образование, в 1999 году окончил Днепропетровскую государственную медицинскую академию (ныне Днепропетровская медицинская академия МОЗ Украины), где обучался на кафедре социальной медицины, организации и управления здравоохранением. Работал тренером в сборных командах Китая, Азербайджана и Украины, в настоящее время состоит в тренерском составе сборной России по академической гребле, отвечает за подготовку парных экипажей.